# Ensemble Symphony Orchestra
Ensemble Symphony Orchestra è una delle orchestre più conosciute nel panorama artistico nazionale, grazie ai molti progetti cui ha partecipato e agli artisti di fama internazionale con cui ha collaborato. L'orchestra si è esibita nei più importanti teatri italiani ed europei grazie alla versatilità ed all'attenzione che ha per ogni tipo di genere musicale: il suo repertorio spazia dalle arie d'opera più conosciute alle colonne sonore di film di fama mondiale. Grazie , infatti, al coinvolgimento in molti progetti al fianco di solisti del jazz, del pop e del gospel, Ensemble Symphony Orchestra dimostra una straordinaria conoscenza dei linguaggi e delle strutture diverse da quelle dei classici, oltre che una notevole esperienza nel live amplificato. Oltre 2000 concerti in 16 anni di attività in Italia, Svizzera, Germania, Spagna, Paesi Bassi, Francia, Austria, Regno Unito, Belgio, Slovenia e Croazia L'organico prevede la struttura della grande orchestra sinfonica, di 84 elementi con l'aggiunta di una nutrita sezione ritmica, del pianoforte e delle varie sezioni di sassofoni, arrivando coì ad un organico di vaste dimensioni per eseguire le composizioni che prevedono una grande orchestra. Ensemble Symphony Orchestra è anche Choir con organico a 4 voci di 36 elementi.

## Storia
L'orchestra è stata fondata nel 2009 da alcuni musicisti provenienti dall'Orchestra Sinfonica di Massa e Carrara. L'organico dell'orchestra riflette quello della grande orchestra sinfonica composta da 54 elementi cui viene aggiunta una sezione ritmica, il pianoforte e sezioni di sassofoni. L'ampio organico ha permesso all'orchestra di affrontare esecuzioni meno classiche partecipando a tourné di numerosi artisti di musica leggera italiani e stranieri.

## Direzione artistica
Giacomo Loprieno è il direttore dell'orchestra. Ha studiato pianoforte e composizione presso il Conservatorio Statale di Musica "G. Puccini" di La Spezia sotto la guida della Prof.ssa Tina Zucchellini e del M° Antonio Di Pofi. Successivamente ha intrapreso lo studio della Direzione d'orchestra al Conservatorio B. Maderna di Cesena con il M° Giovanni Bartoli, del quale è diventato assistente in numerose produzioni liriche e sinfoniche in Italia e all'estero.
Il direttore ha perfezionato la sua pratica pianistica seguendo i corsi dell'Associazione Jupiter di Genova e dell'Accademia Musicale di Savona, e ha studiato Direzione d'Orchestra presso:
- Accademia Musicale Umbra
- Orchestra Sinfonica di San Remo, sotto la guida dei Maestri Walter Prost e Modest Cichirdan

La sua preparazione è stata anche curata dai Maestri Massimo De Bernart e Roberto Tolomelli, dei quali è stato ed è assistente in numerose produzioni internazionali.
Come direttore d'orchestra, ha tenuto concerti con le seguenti orchestre:
- Orchestra Filarmonica Marchigiana
- Orchestra Sinfonica di San Remo
- Orchestra da Camera di Tirana
- Orchestra da Camera dell'Accademia Musicale Umbra
- Orchestra Sinfonica Amedeo Modigliani
- Orchestra del Festival di San Gimignano
- Orchestra da Camera Collegium Musicum
- Orchestra Sinfonica Ars Mundi (Bucarest)
- Orchestra del Teatro di Craiova (Romania)
- Orchestra Sinfonica di Bacau (Romania)
- Orchestra del Teatro Bonci (Cesena)
- Opera Barga Orchestra
- Orchestra del Teatro dell'Opera di Seoul
- Teatro dell'Opera di Toronto (Canada)
- Teatro dell'Opera di Zagabria
- Ensemble Symphony Orchestra
- Orchestra Sinfonica Italiana
- Tuscany Symphony Orchestra

Nel 1996, è stato finalista al concorso per giovani direttori d'orchestra dell'Orchestra Sinfonica di San Remo.
Ha diretto opere, concerti e recital lirici in numerose città, tra cui:
- Milano, Genova, Perugia, Pisa, Livorno, Gorizia, San Remo, Bordighera, Todi, Carrara, Massa, La Spezia, Cesena, Asti, Ancona, Reggio Emilia, Grosseto, Sarzana, Prato, San Gimignano
- Seoul, Toronto (Canada), Bucarest, Craiova, Bacau (Romania), Zagabria (Croazia)
- Londra, Parigi, Manchester, Amburgo, Monaco, Bologna, Torino, Aosta, Napoli, Bruxelles, Madrid, Barcellona, Bilbao, Birmingham, Berlino, Ginevra, Zurigo

Ha diretto in Italia e all'estero opere liriche quali:
- Il Barbiere di Siviglia di G. Rossini
- Tosca, La Bohème di G. Puccini
- Rigoletto, La Traviata, Otello, Nabucco, Ernani, Aida di G. Verdi
- Elisir d'Amore di G. Donizetti
- La Serva Padrona di G. Pergolesi
- Cavalleria Rusticana di P. Mascagni
- Pagliacci di R. Leoncavallo

Ha lavorato nei seguenti teatri:
- San Carlo di Napoli
- Carlo Felice di Genova
- Festival Pucciniano
- Regio di Torino
- Teatro dell'Opera di Roma
- Teatro Massimo di Palermo
- Teatro Sociale di Como
- Teatro Sociale di Rovigo

Ha inciso:
- La Messa di Gloria di P. Mascagni per tenore, baritono, coro e orchestra per la Casa Editrice Phoenix
- Le Cantate di Nicolò Zingarelli per Arkadia

Entrambi i CD hanno ottenuto lusinghiere recensioni su riviste specializzate, come L'Opera, CD Classica, e Classic The Voice.

## Collaborazioni e tour italiani
- Alessandra Amoroso
- Amanda Sandrelli
- Andrea Bocelli
- Arturo Brachetti
- Baustelle
- Biondi Mauro
- Carmen Consoli
- Chiara Galiazzo
- Cristiano De Andrè
- Enrico Rava
- Enzo Favata
- Ermanno Giovanardi
- Francesco De Gregori
- Francesco Renga
- Franco Battiato
- Giorgio Panariello
- Giovanni Allevi
- Il Volo
- Jovanotti
- L'aura
- Locasciulli Mario
- Maurizio Colonna
- Maurizio Giammarco
- Morgan
- Paolo Silvestri
- Pierpaolo Spollon
- PFM
- Pooh
- Renato Serio
- Renato Zero
- Riccardo Cocciante
- Ron Mimmo
- Rossana Casale
- Samuele Bersani
- Simona Molinari
- Stefano Bollani
- Tiromancino
- Umberto Tozzi

## Collaborazioni e tour internazionali pop
- Chic
- Giorgio Moroder
- Kylie Minogue
- Luis Bacalov
- Nile Rodgers
- Richard Galliano
- Robbie Williams
- Sam Smith
- Sting

## Tour Europei
- Assassin’s Creed Symphonic Adventure
- Distant Worlds
- Final Fantasy Remake
- Frozen
- Harry Potter
- Joe Hisaishi Concert
- Kingdom Hearts
- Nier Concert
- Stardew Valley Festival of Seasons
- The Legend of Zelda

## Produzioni originali
- The Legend of Morricone – Italia/Svizzera/Slovenia/Croazia – 60 repliche 2018/2021
- Alla scoperta di Morricone – Italia/Svizzera/Austria – 50 repliche 2022/2024
- Carmina Burana e Bolero – Italia – 12 repliche 2024/2025

## Incisioni
- 2011 Mario Biondi – DUE – Tattica
- 2012 Andrea Bocelli – DVD live Serata Portofino – Sugar
- 2012 Francesco De Gregori – Sulla strada – Caravan
- 2013 Giovanni Lindo Ferretti – Il canto dei canti – Sony Music
- 2013 Giorgio Panariello – In mezz@voi – F&P Group
- 2013 Pooh – Opera Seconda live – Trio Records
- 2014 Mango – L'amore è invisibile – Sony Music
- 2015 Baustelle – Fantasma – Warner
- 2015 Giovanni Allevi – Inno Serie A TIM
- 2016 Franco Battiato – Live in Roma – Universal
- 2017 Giovanni Allevi – Equilibrium – Artist First
- 2018 The Legend of Morricone – Amadeus
- 2019 Francesco Guccini – Note di viaggio – Universal

## TV Shows
- Chiambretti Night
- Celebrity on Ice
- Quelli che il calcio
- Domenica Cinque
- Buona Domenica
- Domenica In
- TgUno Mattina
- Tg 5
- Tg 2
- Sky TG24
- X Factor Italia
- Telethon
- Wind Music Awards
- Tezenis Summer Festival
- Che tempo che fa
- One night in Capital
- Sky Arte